# Livio Nabab
Livio Nabab (ur. 14 czerwca 1988 w Les Abymes) – gwadelupski piłkarz występujący na pozycji napastnika. Zawodnik klubu US Orléans.

## Kariera klubowa
Livio Nabab zawodową karierę rozpoczynał w 2005 roku w występującym w 2 lidze Gwadelupy klubie Arsenal Petit-Bourg. W 2006 Nabab wyjechał do Francji do SM Caen. W latach 2006–2009 występował w piątoligowych rezerwach klubu. W Ligue 1 zadebiutował 4 kwietnia 2009 w zremisowanym 0-0 Toulouse FC, kiedy to 87 min. zastąpił Steve'a Savidana.
W 2009 spadł z Caen z Ligue 1, by po roku do niej powrócić. W styczniu 2011 został wypożyczony do drugoligowego Stade Lavallois. W nowych barwach zadebiutował 29 stycznia 2011 w wygranym 1-0 meczu z Vannes OC. Pierwszą bramkę w Ligue 2 zdobył 20 maja 2011 w 90 min. ustalając wynik w wygranym 3-2 meczu z Troyes AC.
W 2013 roku odszedł z Caen do AC Arles-Avignon. W sezonie 2014/2015 grał w AJ Auxerre, a w sezonie 2015/2016 - w Waasland-Beveren. W 2016 trafił do US Orléans.
| Sezon   | Klub                   | Kraj      | Rozgrywki     | Mecze | Bramki | Rozgrywki Europy | Mecze | Bramki |
| ------- | ---------------------- | --------- | ------------- | ----- | ------ | ---------------- | ----- | ------ |
| 2005/06 | Arsenal Petit-Bourg    | Gwadelupa | PH            | ?     | ?      | -                | -     | -      |
| 2006/07 | SM Caen B              | Francja   | CFA 2         | 0     | 0      | -                | -     | -      |
| 2007/08 | SM Caen B              | Francja   | CFA 2         | 26    | 5      | -                | -     | -      |
| 2008/09 | SM Caen B              | Francja   | CFA 2         | 27    | 7      | -                | -     | -      |
| 2008/09 | SM Caen                | Francja   | Ligue 1       | 3     | 0      | -                | -     | -      |
| 2009/10 | SM Caen B              | Francja   | CFA 2         | 15    | 8      | -                | -     | -      |
| 2009/10 | SM Caen                | Francja   | Ligue 2       | 4     | 0      | -                | -     | -      |
| 2010/11 | SM Caen                | Francja   | Ligue 1       | 8     | 0      | -                | -     | -      |
| 2010/11 | Stade Lavallois (wyp.) | Francja   | Ligue 2       | 12    | 1      | -                | -     | -      |
| 2011/12 | SM Caen                | Francja   | Ligue 1       | 22    | 4      | -                | -     | -      |
| 2012/13 | SM Caen                | Francja   | Ligue 2       | 33    | 4      | -                | -     | -      |
| 2013/14 | SM Caen                | Francja   | Ligue 2       | 4     | 0      | -                | -     | -      |
| 2013/14 | AC Arles-Avignon       | Francja   | Ligue 2       | 33    | 8      | -                | -     | -      |
| 2014/15 | AJ Auxerre             | Francja   | Ligue 2       | 26    | 3      | -                | -     | -      |
| 2015/16 | Waasland-Beveren       | Belgia    | Eerste klasse | 20    | 1      | -                | -     | -      |

Stan na: koniec sezonu 2015/2016

## Kariera reprezentacyjna
W reprezentacji Gwadelupy Nabab zadebiutował w grudniu 2008 w meczu eliminacyjnym do Złotego Pucharu CONCACAF z reprezentacją Jamajki. 
W 2011 uczestniczył w Złotym Pucharze CONCACAF. Na turnieju wystąpił w dwóch meczach z Kanadą i USA.